# Faidherbia albida

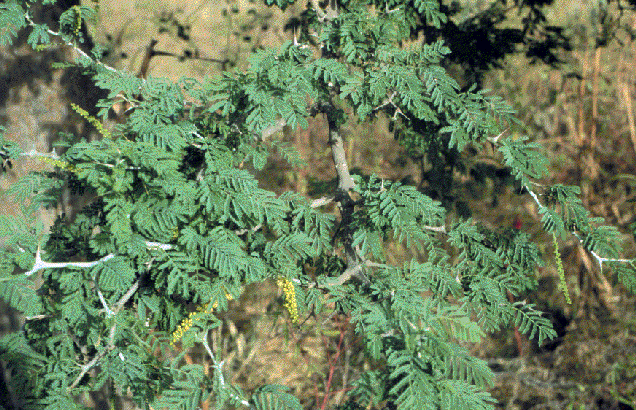
Ramas de Faidherbia albida

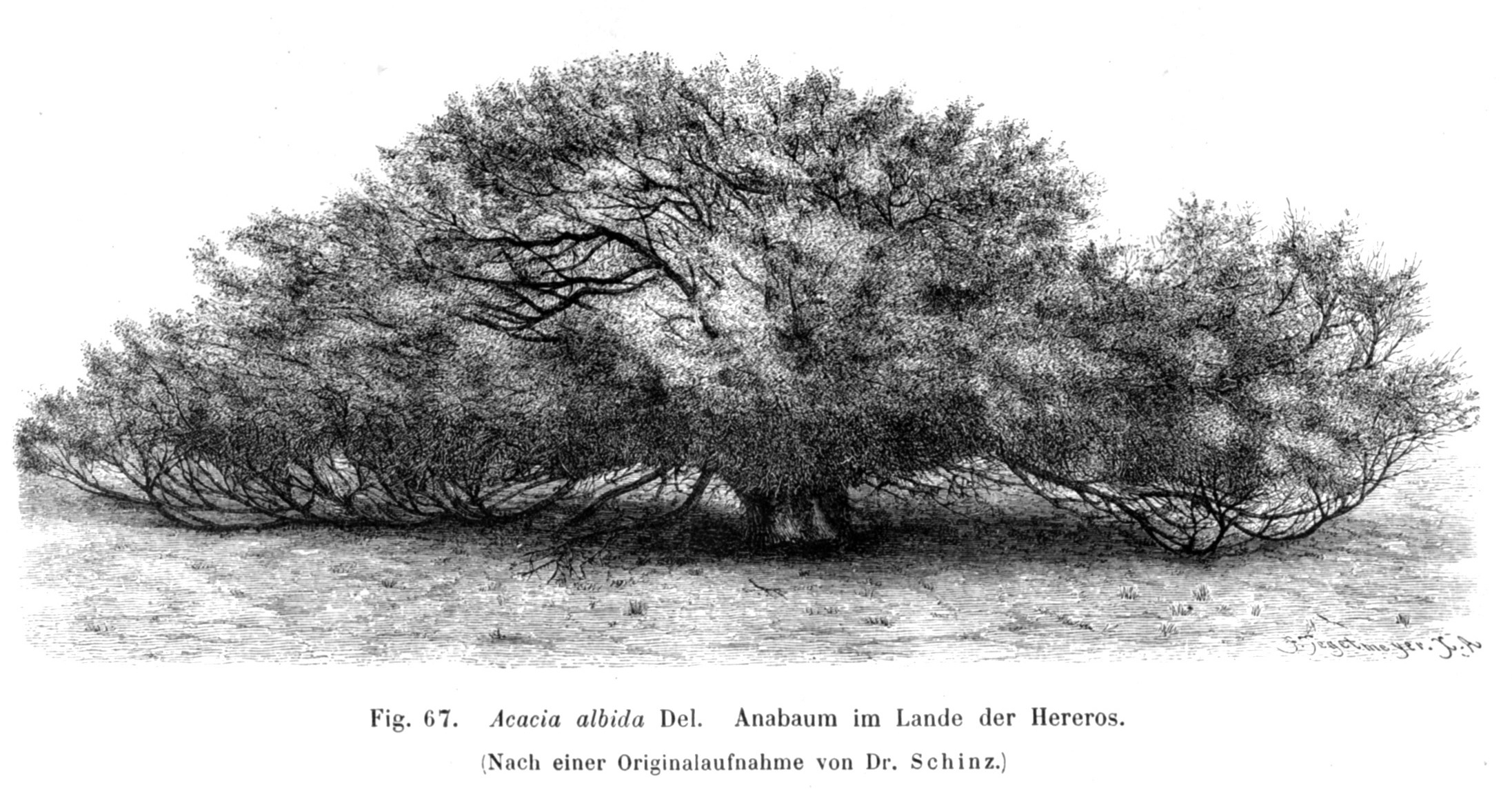
Ilustración de Taubert

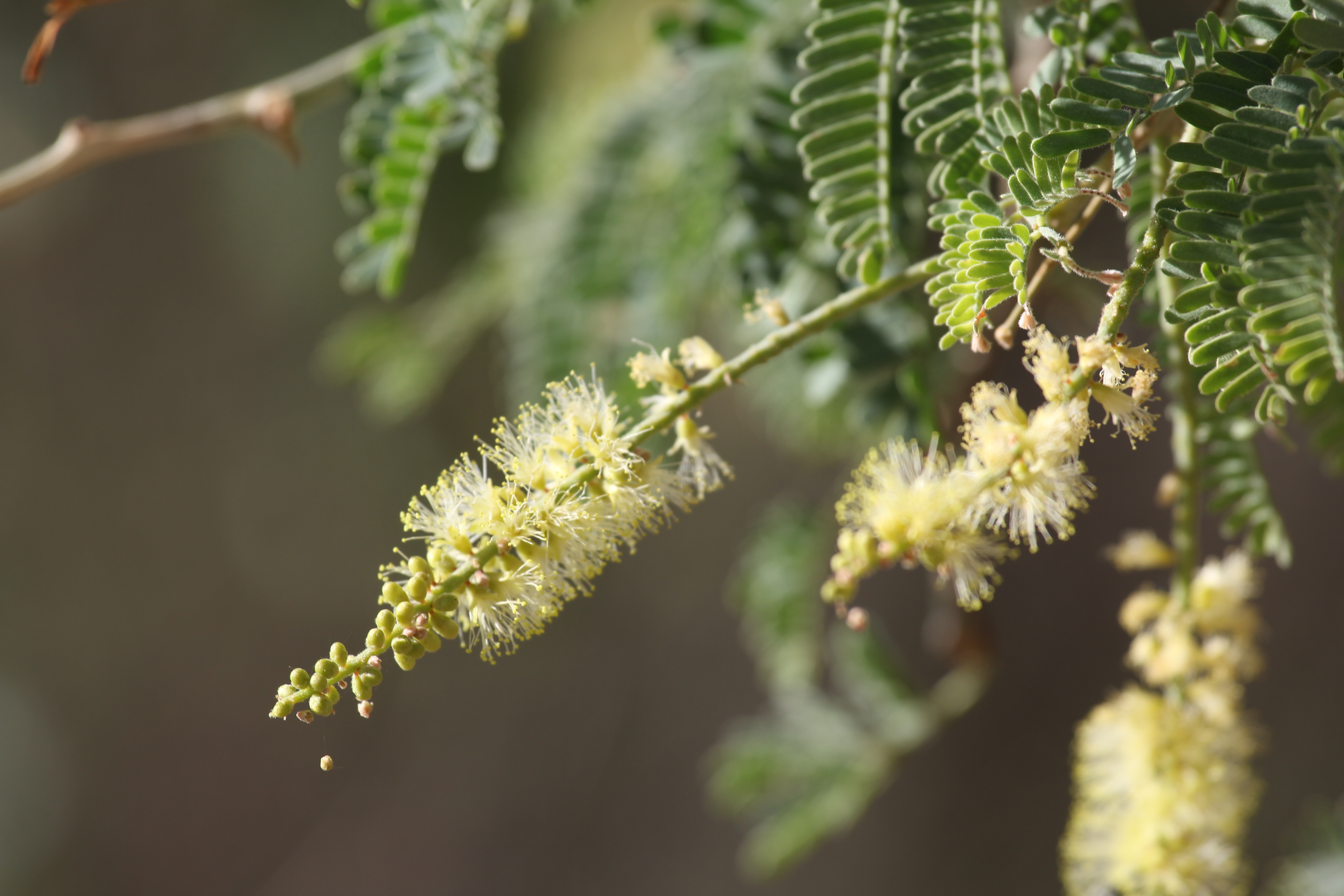
Faidherbia albida

Faidherbia albida A.Chev.,  la espina de invierno es un árbol perenne y espinoso perteneciente a la familia de las fabáceas. Es el único miembro del género monotípico Faidherbia.

## Distribución
Es natural de África y Oriente Medio. También se ha introducido en la India y Pakistán. 

## Descripción
Acacia albida es uno de los mayores árboles espinosos, llegando a 30 m de altura, con ramas y una copa redondeada. La corteza es rugosa y de color marrón oscuro, o lisa y verde-gris, las ramas jóvenes de color blanco a gris ceniza característica en forma de zigzag. Las estípulas espinosas, rectas, de unos 2 cm de largo, de color crema.  Las raíces pueden crecer hasta los 40 m de profundidad.
Las hojas con 3-10 pares de pinnas, cada una teniendo 6-23 pares de folíolos bastante grandes, de 3,5-9 x 0,7-3 mm, de color gris-verde. Las flores en delgados picos de color blanco cremoso con 4-14 cm de largo.  Cáliz 1-1,7 mm de largo, glabro a pubescente, con 5 sépalos. La corola de 3-3,5 mm de largo con 5 pétalos libres.
El fruto es una vaina inusual, brillante de color naranja a rojizo-marrón, gruesa, indehiscente, característica y claramente curvada y trenzada, grande, de hasta 25 x 5 cm.  Cada vaina contiene 10-29 semillas de color marrón oscuro, ovoides, brillantes cada una  de 10 x 6,0 mm y separadas por un tabique delgado.  El tegumento es duro, impermeable y coriáceo.

## Usos
Se utiliza para la fijación del nitrógeno para las cosechas y control de la erosión. Las vainas de las semillas son muy importantes para el ganado y se utiliza como alimento para los camellos en Nigeria. Su madera es usada para la construcción de canoas, morteros y majas. También tiene usos en alimentación, bebidas y medicinales.
A diferencia de la mayoría de los otros árboles, arroja sus hojas en la estación de las lluvias, por esta razón, es altamente valorado en la agrosilvicultura, ya que puede crecer entre cultivos sin sombrearlos. contiene el compuesto químico psicoactivo dimetiltriptamina en sus hojas.

## Propiedades
El árbol tiene valor medicinal para el tratamiento de infecciones como las del aparato respiratorio, también para la malaria y las fiebres.  Es útil en el tratamiento de los problemas de sistema digestivo.  La corteza se emplea en la clínica dental de higiene y de su extracto se emplea en el tratamiento del dolor de muelas.  El extracto también se utiliza para tratar infecciones oculares en las granjas de animales.

## Taxonomía
Faidherbia albida fue descrita por (Delile) A.Chev. y publicado en London Journal of Botany 5: 97. 1846.
Etimología
Faidherbia: nombre genérico nombrado en honor del Major LLC Faidberbe, gobernador de Senegal en torno a 1854.
albida: epíteto latino que significa "blanca".
Sinonimia
- Acacia albida Delile
- Acacia gyrocarpa Hochst. ex. A.Rich.
- Acacia leucocephala Link
- Acacia mossambecensis Bolle
- Acacia saccharata Benth.[6]